# Lestes parvidens
Lestes parvidens är en trollsländeart som beskrevs av Artobolevsky 1929. Lestes parvidens ingår i släktet Lestes och familjen glansflicksländor. Inga underarter finns listade i Catalogue of Life.